# Club Korfbal Castellbisbal
El Club Korfbal Castellbisbal (CKC) es va fundar l'any 2006.
El seu primer any només va comptar amb un equip sènior que va diputar la Lliga Catalana de Korfbal al grup B de la segona divisió. A la fase regular va acabar en quart lloc, fet que li va permetre competir pel setè i vuitè lloc de la categoria contra el Korfbal Valldemia del grup A. El resultat final va ser setè classificat de deu equips. També va disputar la prèvia de la Copa Catalana, i fou eliminat pel Korfbal Club Barcelona Sant Cugat i, per tant, no va entrar a jugar la copa.
La temporada següent, el club va poder inscriure un equip a Lliga Nacional i un equip júnior. Va participar per primer cop a la Copa Catalunya de Korfbal on va perdre als quarts de final contra el CK Vallparadís per 2 a 11, i de la que va acollir la final, que va guanyar el Vacarisses.